# Iva (geslacht)
Iva is een geslacht uit de composietenfamilie (Asteraceae of Compositae). The Plant List accepteert dertien soorten. Volgens de Flora of North America bestaat het geslacht uit circa negen soorten die voornamelijk voorkomen in de gematigde streken van Noord-Amerika. Een paar soorten komen in subtropisch Amerika voor. Sommige soorten zijn geïntroduceerd in de Oude Wereld. 
Het zijn eenjarigen, vaste planten en struiken. Ze planten zich voort door middel van windbestuiving. 